# Fouad el-Mohandes
Fouad Zaki Mohamed el-Mohandes (in arabo فؤاد زكي محمد المهندس‎?, conosciuto come Fouad el-Mohandes o Fouad el-Mohandes in arabo فؤاد المهندس‎?) (Abbassia, 6 settembre 1924 – Zamalek, 16 settembre 2006) è stato un attore, cantante e conduttore radiofonico egiziano.

## Biografia
Figlio del linguista Zaki Mohamed el-Mohandes, ha avuto un fratello e due sorelle, tra le quali Safia el-Mohandes,  conduttrice radiofonica  e moglie di Mohamed Mahmoud Shaban (anch'egli conduttore radiofonico, conosciuto con lo pseudonimo Baba Sharu). È stato sposato con l'attrice Shwikar dal 1963 al 1983, con la quale ha formato  un duo comico.